# فرخانه
فرخانه (به فرانسوی: Farkhana) یک شهرک در مراکش است که در منطقه شرق واقع شده‌است. فرخانه ۱۰٬۹۹۴ نفر جمعیت دارد.